# 加藤孝男
加藤 孝男（かとう たかお、1960年11月20日 - ）は、日本の歌人、身体哲学研究者。東海学園大学教授。

## 来歴
愛知県岡崎市生まれ。愛知県立岡崎北高等学校、中京大学文学部国文科卒業。同大学院文学研究科博士後期課程満期退学。2007年「近代短歌史の研究 時代の推移と短歌の変容」で中京大学博士（文学）。東海学園女子短期大学助教授などを経て、東海学園大学教授。
1984年、歌誌「まひる野」に入会。1988年、「言葉の権力への挑戦」で現代短歌評論賞を受賞。1990年、谷岡亜紀、大辻隆弘、大野道夫らと短歌評論誌『ノベンタ』を創刊。2002年、『TRADITION』で、柳生延春との対論「柳生新陰流の技と哲学」を発表。2003年、国際交流基金の派遣でカイロ大学大学院客員教授。2004年、アーデル・アミン・サーレとの共著『アラビア語訳　方丈記』を中東で刊行。
2021年、『与謝野晶子をつくった男−明治和歌革新運動史』で日本歌人クラブ評論賞を受賞。

## 著作リスト
学術書
- 『近代短歌史の研究』（明治書院） 2008

評論など
- 『美意識の変容 加藤孝男短歌論集』（雁書館） 1993
- 『篠弘の歌』（雁書館、現代歌人の世界） 1996
- 『短歌と俳句はどう違うのか』（表文研） 2011
- 『詩人 西脇順三郎 - その生涯と作品』（太田昌孝共著、クロスカルチャー出版） 2017
- 『歌人中城ふみ子 その生涯と作品』（田村ふみ乃共著、クロスカルチャー出版） 2020
- 『与謝野晶子をつくった男 − 明治和歌革新運動史』（本阿弥書店） 2020

歌集
- 『十九世紀亭』（砂子屋書房） 1999
- 『セレクション歌人 加藤孝男集』（邑書林） 2005
- 『曼荼羅華の雨』（書肆侃侃房） 2017
- 『青き時雨のなかを』（書肆侃侃房） 2022

編纂書
- 『新編二十歳の詩集』（編著、三恵社） 2003